# Where Hands Touch
Where Hands Touch ist ein britisches romantisches Kriegsdrama von Amma Asante aus dem Jahr 2018 mit Amandla Stenberg, George MacKay, Abbie Cornish, Christopher Eccleston und Tom Sweet in den Hauptrollen.
Der Film hatte am 9. September 2018 seine Premiere bei dem 43. Toronto International Film Festival. Am 20. Mai 2017 erwarb Sony Pictures Worldwide Acquisitions die Vertriebsrechte an dem Film, mit Ausnahme ausgewählter Gebiete in Europa und Australien. Er wurde beginnend am 14. September 2018 durch den Filmverleih Vertical Entertainment in den USA im Kino ausgestrahlt.

## Handlung
Der Film ist eine Geschichte über das Erwachsenwerden eines Kindes einer deutschen Mutter und eines afrikanischen Vaters, das sich in ein Mitglied der Hitlerjugend verliebt und um ihr Überleben in Nazi-Deutschland kämpft. Die Protagonistin, Leyna, wird als deutsche Nationalistin mit antisemitischen Einstellungen dargestellt. Der Junge, in den sie sich verliebt, Lutz, ist der Sohn eines hochrangigen SS-Offiziers und ist anfangs ein überzeugtes Mitglied der Hitlerjugend.
Nachdem Leyna und Lutz sich ineinander verlieben, wird sie schwanger. Sie wird jedoch in ein Nazi-Arbeitslager geschickt, wo sie ihre Schwangerschaft geheim halten muss (da sie angeblich sterilisiert hätte sein sollen). Lutz wird ebenfalls als SS-Wache im Arbeitslager stationiert. Nach einem Bombardement durch die Amerikaner versucht er mit Leyna zu fliehen, wird jedoch von seinem Vater getötet. Leyna bleibt geschockt am Boden liegen, bis ein amerikanischer Soldat kommt, um sie mitzunehmen. Sieben Wochen später ist sie hochschwanger und kommt wieder mit ihrer Mutter und ihrem Bruder zusammen.

## Produktion
Die Dreharbeiten für den Film begannen im November 2016 und wurden im Dezember 2016 fertiggestellt. Der Film wurde in Belgien (Werister Kohlebergwerk) und auf der Isle of Man gedreht.

## Rezeption
Die Durchschnittsbewertung der Kritiken von Rotten Tomatoes liegt bei 40 Prozent, basierend auf 47 Rezensionen, mit einer durchschnittlichen Bewertung von 5,34/10. Der Konsens der Website lautet: „Where Hands Touch is noteworthy for its exploration of a little-discussed corner of World War II, even if its story leaves something to be desired in the telling.“ Der Film wurde für Romantisierung von Nazis und Fetischisierung schwarzer Frauen kritisiert.